# Battlestar Pegasus
Le Battlestar Pegasus (dénomination militaire BS-62 Pegasus) est un vaisseau de guerre Battlestar de classe Mercury dans les séries télévisées Galactica (1978-1980) et Battlestar Galactica (2003-2009).

## Galactica(1978)
Dans Galactica, le Battlestar Pegasus est sous les ordres du Commandeur Cain, un officier d'excellence parfois désigné sous le nom de "légende vivante". Le Pegasus fut le seul vaisseau ayant survécu à la bataille de Molokai contre les Cylons, deux ans avant les événements relatés dans la série. 
Lors de la destruction de la Marine Coloniale par les Cylons, le Pegasus parvint à s'en tirer pour reprendre le combat. Après un combat dans lequel il détruisit deux vaisseaux cylons, le Pegasus fut  porté disparu, aucune preuve de la destruction ou de sa survie n'existant. 

## Battlestar Galactica (série télévisée)
Le BS-62 Pegasus est l'un des battlestars les plus modernes de la Flotte Coloniale des Douze Colonies de Kobol, affecté au Battlestar Group 62 et surnommé La Bête. 
Dans le téléfilm Razor, après l'attaque des Cylons qui détruira 118 Battlestars dont plusieurs arrimés à une station orbitale autour de la planète Scorpia, le Colonel Jurgen Belzen (Steve Bacic) annonce que le Pegasus a perdu dans la bataille 723 hommes d’équipage, soit plus du quart de son effectif total, ce qui monte ledit effectif à 2800 personnes, environ, contre 5000 hommes d'équipages pour le Galactica (à cause de sa fonction de musée et de sa mise à la retraite, le Galactica ne comptait que 2800 hommes d’équipage lors de l'attaque des Cylons), ceci étant dû à la modernisation et l'automatisation de quantité de programmes à bord du Pegasus.
Ayant miraculeusement échappé à l'attaque initiale des Cylons en effectuant un bond PRL au hasard, le Pegasus est le seul Battlestar récent à avoir survécu. Menant ensuite une guerre de harcèlement contre les Cylons, le Pegasus finit par retrouver le Galactica et sa flotte civile 6 mois après la destruction des Colonies. 
Commandé d'une main de fer par l'amirale Helena Cain, femme autoritaire et cruelle, le Pegasus fut le théâtre d'événements peu glorieux. Tout comme le Galactica, le Pegasus avait recueilli et mis sous sa protection une flotte de réfugiés civils. L'Amiral Cain a en effet ordonné à ses hommes de dépouiller les vaisseaux civils de toutes les armes, pièces détachées et objets qui seraient utiles pour le Pegasus, avant de les abandonner. Elle fit également massacrer les civils ayant tenté de s'opposer au recrutement forcé de membres de leur famille sur le Pegasus. Par ailleurs, pour une histoire de condamnations à mort arbitraires prononcés par Cain, le Pegasus et le Galactica ont frôlé l'affrontement. 
Peu après, l'amirale Cain fut tuée par Gina, un modèle cylon Numéro Six qu'elle avait fait torturer. Ce fut donc le second de Cain, le colonel Jack Fisk, qui prit le commandement du Pegasus. Fisk était l'un des barons du marché noir et fut assassiné peu de temps après par ses complices. Ce fut ensuite l'ingénieur-chef du Pegasus, Barry Garner, qui assura alors le commandement, et après sa mort au combat, Lee Adama lui succéda. 
Un peu plus d'un an plus tard, le Pegasus dut s'enfuir avec le Galactica lors de l'arrivée des Cylons sur La Nouvelle Caprica. Il fut sacrifié et détruit alors qu'il secourait le Galactica durant un raid éclair sur la planète pour libérer les Humains du joug des Cylons.